# قائمة أنهار إثيوبيا

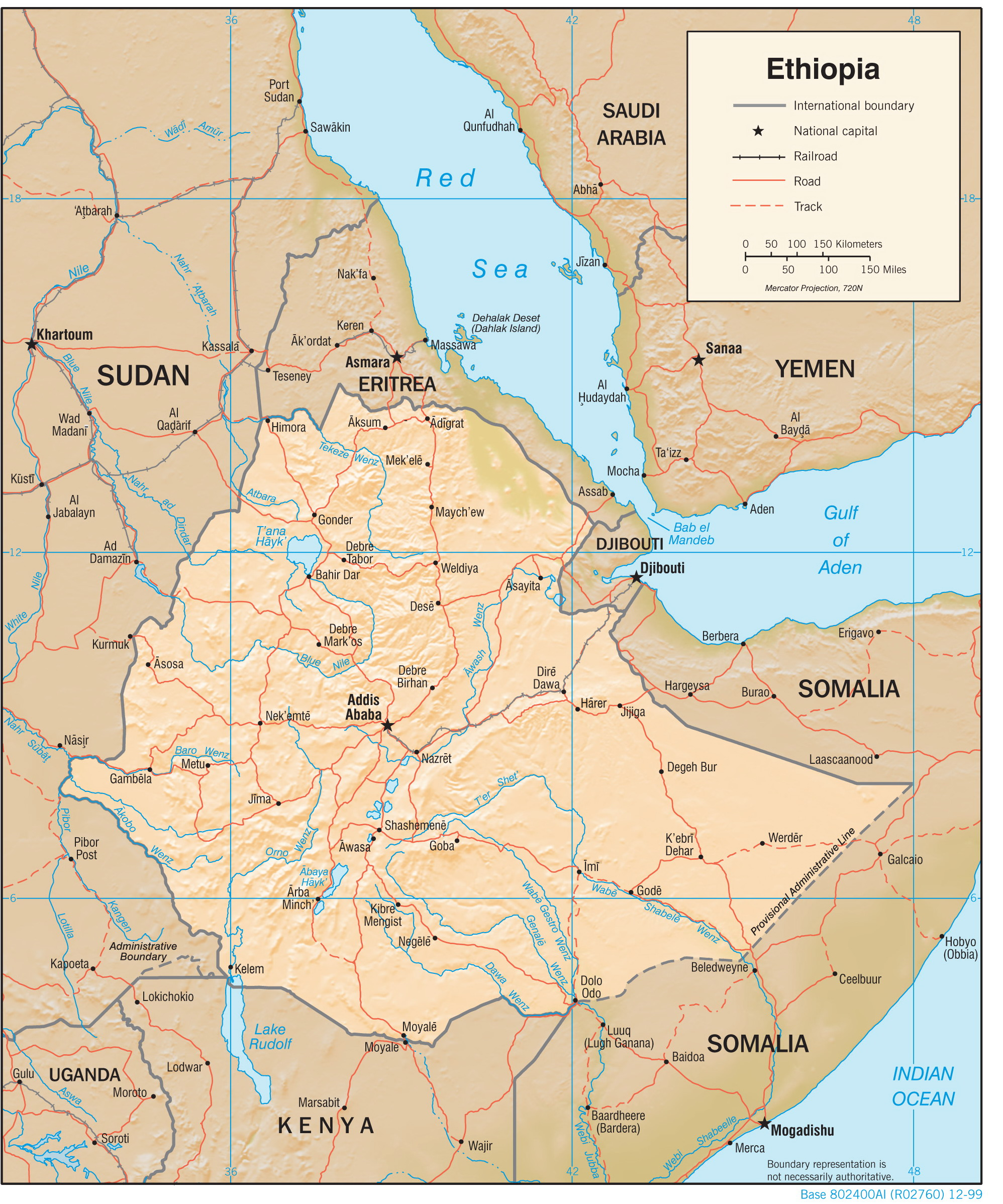
خريطة إثيوبيا تظهر بعض الأنهار الرئيسية

هذه قائمة بالأنهار في إثيوبيا مرتبة جغرافياً حسب حوض التصريف.

## أنهار تتدفق إلى البحر الأبيض المتوسط

### نهر عطبرة

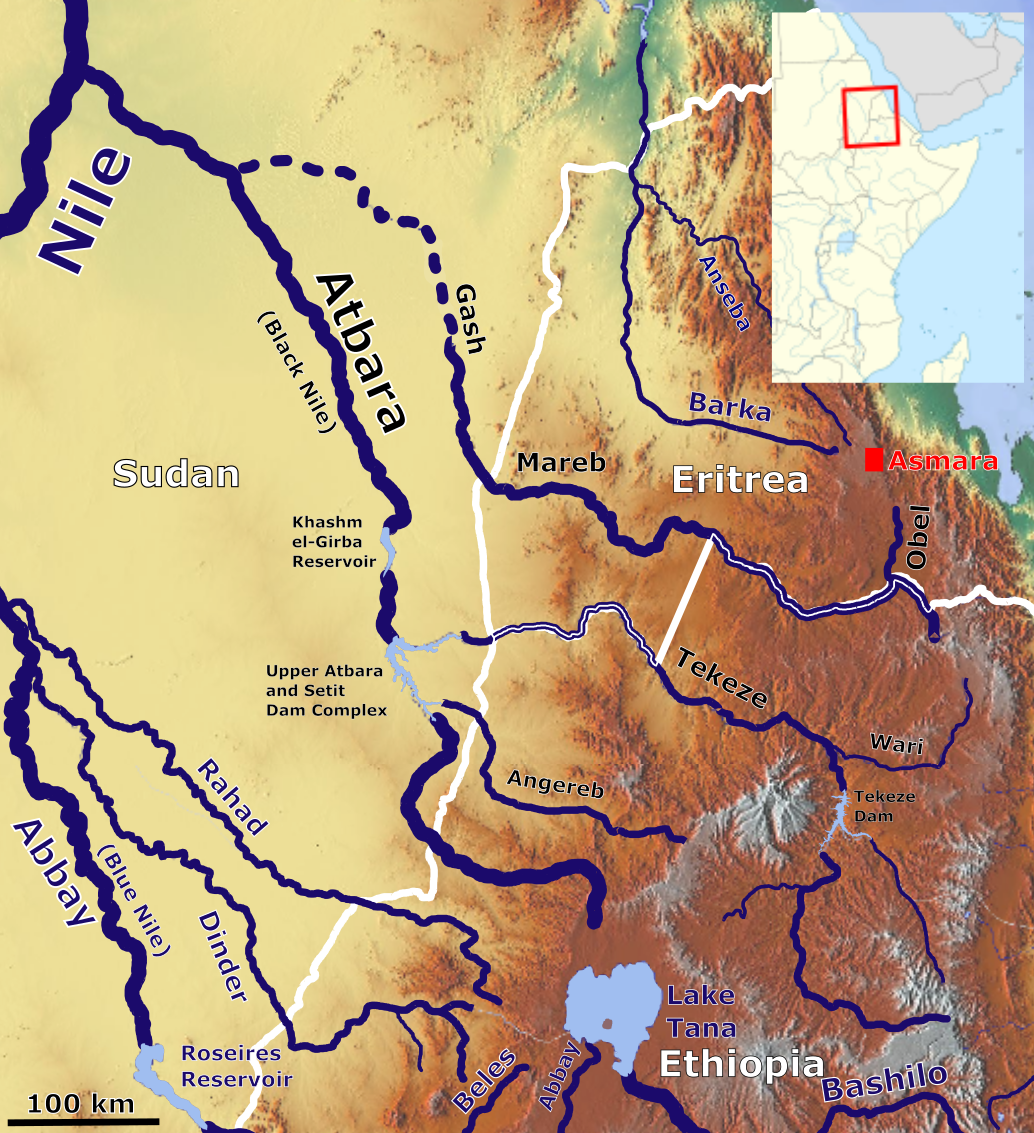
خريطة لحوض تصريف نهر عطبرة

- نهر مأرب (أو نهر القاش) (يصل فقط إلى نهر عطبرة في أوقات الفيضان)
  - نهر أوبل
- نهر تيكيزي (أو نهر سيتيت)
  - نهر زاريما
  - نهر أتابا
  - نهر واري
    - كورتيم زيرا
    - تساليت
      - أجيفيت
        - أبارو
        - نهر عازف
        - أمبلو

      - كورويا
      - نهر فيري
      - نهر كيداني ميهريت
      - ماي ميكا
      - جراليوْدو

  - نهر جيبا
    - تنكوا
      - نهر تسيتشي
      - ماي كوكاه
      - أرواديتو
      - نهر أداوْرو

    - ماي سيليلو
    - نهر زيكولي
    - نهر جرا أديام، ويسمى أيضًا نهر بيتشوكو
    - نهر زيي
    - نهر إندا سيلاسي
      - ماي زجزيك
        - ماي هارينا
        - ماي شواتي

      - نهر ماي باتي

    - نهر أدي كيشوفو
    - ماي جابات
    - إندا أنبيسا
    - نهر روبا بتشي
    - هورورا
      - نهر أفيدينا
        - ماي آيني

      - شمبولا

    - نهر إيلالا
    - نهر كارانو
    - نهر أجولاي
    - جينفيل
    - سولوه
      - نهر تشيكوفو

  - نهر بالاجاس
- نهر أنجيريب (أو نهر أنجيريب الأكبر أو نهر باسلام)
- نهر شينفا

### النيل الأزرق(أو نهر آبي)

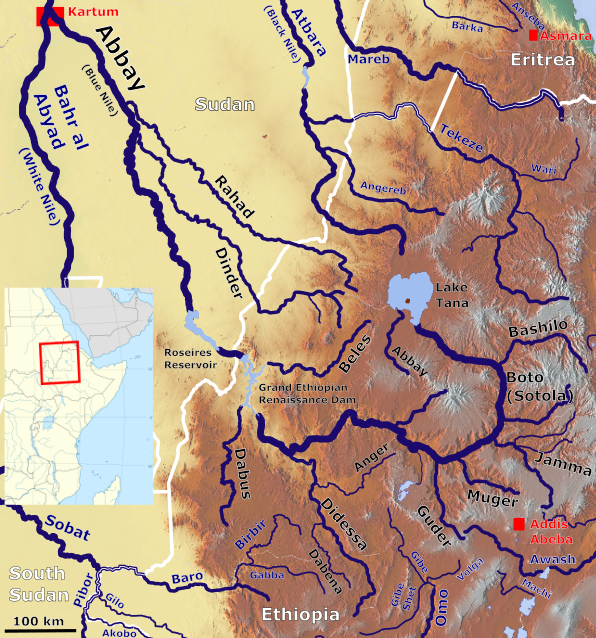
خريطة لحوض تصريف نهر أباي

- نهر الرهد
- نهر الدندر
- نهر بيليس
- نهر دابوس
- نهر ديديسا
  - نهر هانجر (أو نهر أنجار)
    - نهر وَجَّا
- نهر جولا
- نهر جودر
- نهر موغر
- نهر جاما
  - نهر وانشيت
    - نهر كيشين

  - نهر روب
    - نهر ديمبي
- نهر والاكا
- نهر باشيلو
  - نهر تشيتشيهو
- بحيرة تانا التي تصب فيها
  - جلجل أباي
  - نهر ماجيتش
    - نهر أنجريب الأصغر

  - نهر ريب
  - نهر جومارا
- نهر أدار (جنوب السودان)
  - نهر يابوس
  - نهر داغا (ديغي سونكا شيت)

### نهر السوباط(جنوب السودان)

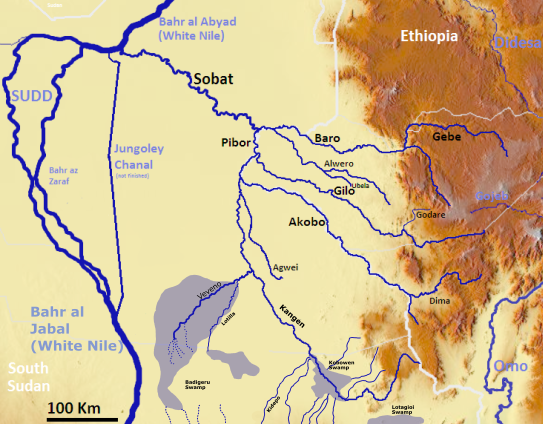
خريطة لحوض تصريف نهر السوباط

- نهر بارو
  - نهر جيكاوُو
  - نهر أليرو (أو نهر ألويرو)
  - نهر بيربير
    - نهر ديبا
      - نهر كوبارا
        - نهر كارسا

  - نهر جيبا
    - نهر سور
- نهر بيبور
  - نهر جيلو
  - نهر أكوبو

## أنهار تصب في المحيط الهندي
- نهر جوبا
- نهر شبيلى

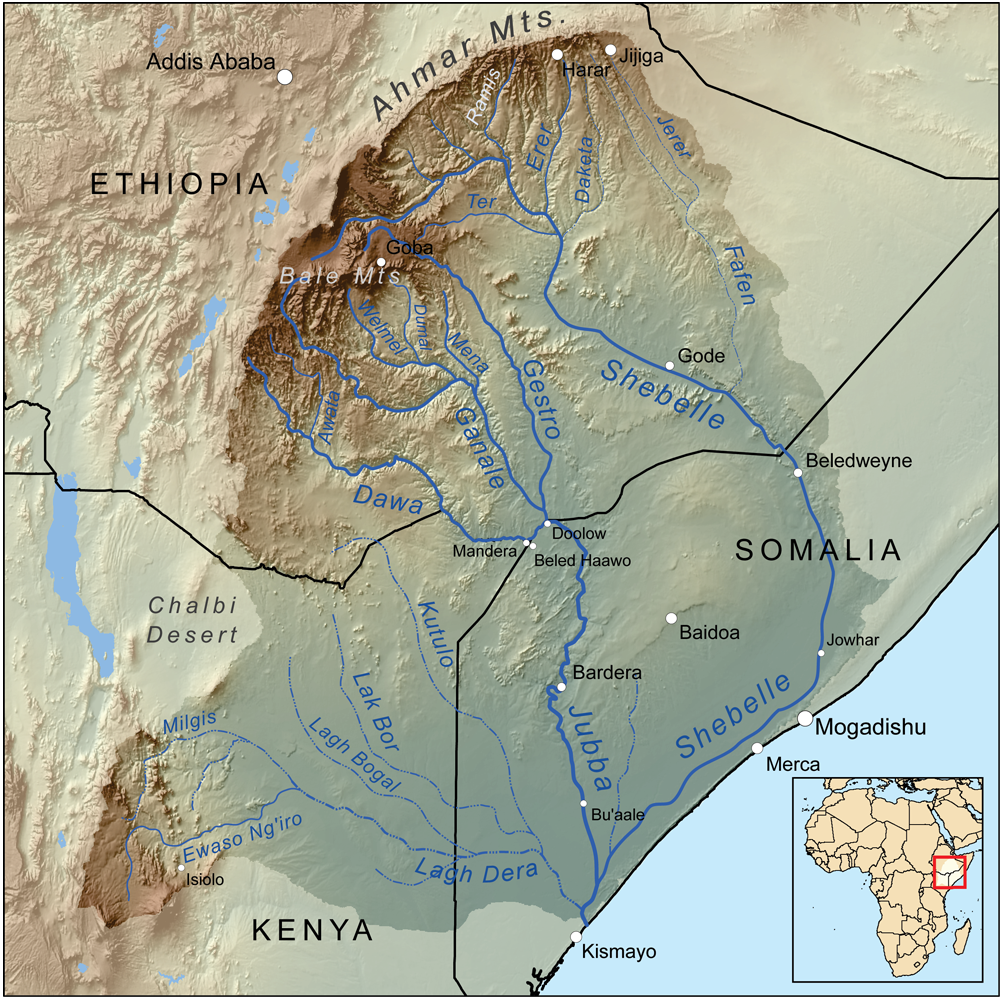
خريطة لنهر جوبا وحوض تصريف نهر شيبيلي

  -     - نهر فافن (يصل فقط إلى شيبيلي في أوقات الفيضان)
      - نهر جيرير

    - نهر إيرير
    - نهر راميس
      - نهر جاليتي

    - نهر دونجيتا
      - نهر جولولتشا

  - نهر جانالي دوريا
    - نهر مينا
    - نهر وايِب (أو نهر جيسترو)
    - نهر ويلمل

  - نهر داوا

## أنهار تصب فيالأحواض المغلقة

### مثلث العفر

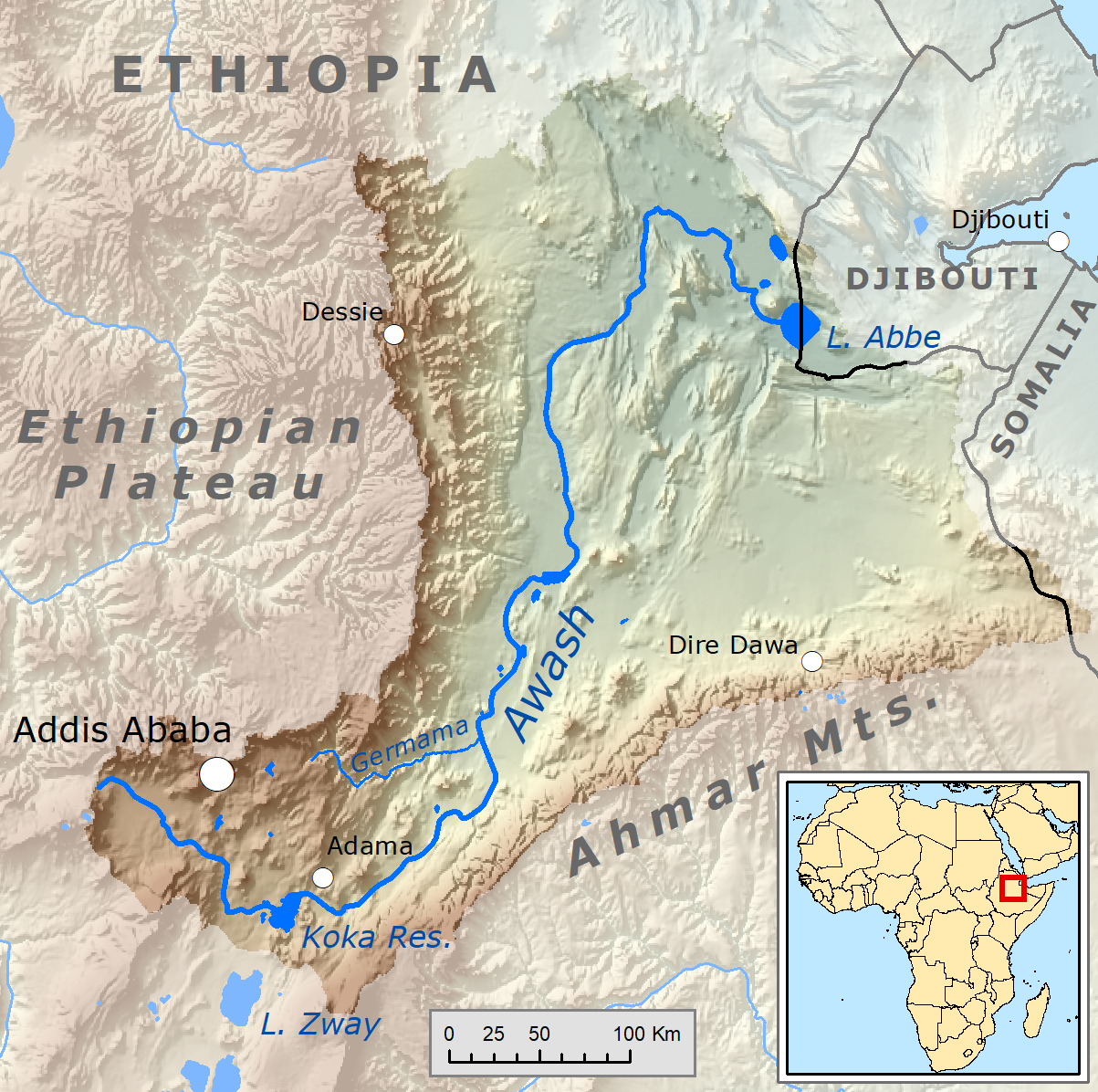
خريطة نهر أواش

- نهر أواش
  - نهر لوجيا
  - نهر ميلي
    - نهر ألا
    - نهر جوليما

  - نهر بوركانا
  - نهر أتايي
  - نهر هاوادي
  - نهر كابينا
  - نهر جرماما (أو نهر كاسام)
  - نهر دورخام
  - نهر كيليتا
  - نهر موجو
  - نهر أكاكي
- نهر ديتشاتو

### بحيرة زِواي
- نهر ميكي
- نهر كاتار

### بحيرة توركانا

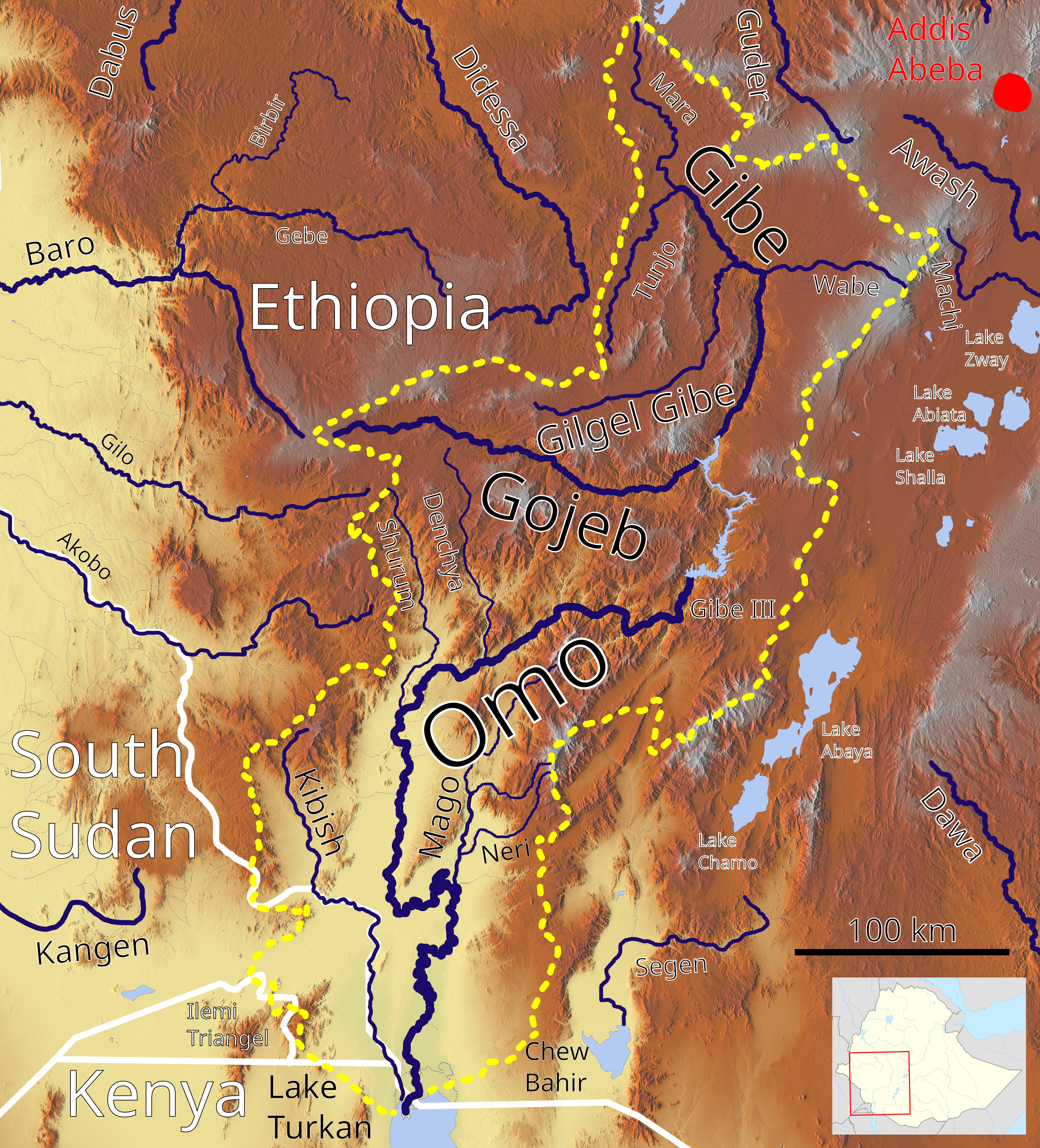
خريطة نهر أومو

- نهر كيبيش
- نهر أومو
  - نهر أوسنو
    - نهر ماجو
    - نهر نيري

  - نهر موي
  - نهر مانتسا
  - نهر زيجينا
  - نهر دنتشيا
  - نهر غوجيب
  - نهر جيبي
    - نهر جلجل جيبي
    - نهر مازي

  - نهر وابي

### بحيرة أبايا
- نهر بيلاتي
- نهر جيدابو

### بحيرة تشو باهير
- نهر ويتو
  - نهر ساجان

## روابط خارجية
- خريطة الأنهار الرئيسية في إثيوبيا